# Лос-Анхелес (Чилі)
Лос-Анхелес (ісп. Los Ángeles) — місто у Чилі. Адміністративний центр однойменної комуни та провінції Біобіо. Населення — 117 972 особи (2002). Місто та комуна входить до складу провінції Біобіо та регіону Біобіо.
Територія комуни — 1748,2 км². Чисельність населення — 187 255 осіб (2007). Густота населення — 107,11 осіб/км².

## Розміщення
Місто розташоване за 95 км на південний схід адміністративного центру області — міста Консепсьйон.
Комуна межує:
- на півночі — з комунами Кабреро, Юнгай
- на північному сході — з комуною Тукапель
- на сході — з комуною Кільєко
- на південному сході — з комуною Санта-Барбара
- на півдні — з комуною Мульчен
- на південному заході — з комуною Негрете
- на заході — з комуною Насім'єнто
- на північному заході — з комунами Лаха, Юмбель

### Клімат
Місто знаходиться у зоні, котра характеризується середземноморським кліматом. Найтепліший місяць — січень із середньою температурою 20 °C (68 °F). Найхолодніший місяць — липень, із середньою температурою 7.8 °С (46 °F).
| Клімат Лос-Анхелеса     | Клімат Лос-Анхелеса | Клімат Лос-Анхелеса | Клімат Лос-Анхелеса | Клімат Лос-Анхелеса | Клімат Лос-Анхелеса | Клімат Лос-Анхелеса | Клімат Лос-Анхелеса | Клімат Лос-Анхелеса | Клімат Лос-Анхелеса | Клімат Лос-Анхелеса | Клімат Лос-Анхелеса | Клімат Лос-Анхелеса | Клімат Лос-Анхелеса |
| Показник                | Січ.                | Лют.                | Бер.                | Квіт.               | Трав.               | Черв.               | Лип.                | Серп.               | Вер.                | Жовт.               | Лист.               | Груд.               | Рік                 |
| Абсолютний максимум, °C | 37                  | 38                  | 32                  | 27                  | 22                  | 17                  | 17                  | 26                  | 23                  | 30                  | 33                  | 37                  | 38                  |
| Середній максимум, °C   | 28                  | 28                  | 25                  | 20                  | 15                  | 12                  | 12                  | 13                  | 15                  | 19                  | 25                  | 28                  | 20                  |
| Середня температура, °C | 19                  | 19                  | 17                  | 13                  | 10                  | 8                   | 7                   | 8                   | 9                   | 12                  | 16                  | 19                  | 13                  |
| Середній мінімум, °C    | 11                  | 10                  | 9                   | 7                   | 6                   | 4                   | 3                   | 3                   | 4                   | 5                   | 7                   | 10                  | 7                   |
| Абсолютний мінімум, °C  | 6                   | 3                   | 3                   | 0                   | −2                  | −5                  | −7                  | −3                  | −3                  | −1                  | 2                   | 3                   | −7                  |
| Норма опадів, мм        | 20                  | 10                  | 20                  | 60                  | 250                 | 160                 | 160                 | 140                 | 120                 | 30                  | 20                  | 30                  | 1060                |
| Днів з дощем            | 1                   | 1                   | 2                   | 5                   | 10                  | 12                  | 10                  | 9                   | 7                   | 3                   | 1                   | 2                   | 68                  |
| Вологість повітря, %    | 59                  | 65                  | 66                  | 74                  | 86                  | 86                  | 85                  | 83                  | 77                  | 71                  | 66                  | 60                  | 73                  |
| ----------------------- | ------------------- | ------------------- | ------------------- | ------------------- | ------------------- | ------------------- | ------------------- | ------------------- | ------------------- | ------------------- | ------------------- | ------------------- | ------------------- |
| Джерело: Weatherbase    |                     |                     |                     |                     |                     |                     |                     |                     |                     |                     |                     |                     |                     |

## Демографія
Згідно із відомостями, зібраними під час перепису Національним інститутом статистики, населення комуни становить 187 255 осіб, з яких 92 247 чоловіків та 95 008 жінок.
Населення комуни становить 9,44 % від загальної чисельності населення області Біо-Біо. 25,45 % належить до сільського населення і 74,55 % — міське населення.

### Найважливіші населені пункти комуни
- Лос-Анхелес (місто) — 117 972 особи
- Санта-Фе (селище) — 2040 осіб
- Сан-Карлос-де-Пурен (селище) — 1250 осіб
- Вілья-ГЕНЕСІС (селище) — 1142 особи
- Мільянту (селище) — 1041 особа